# Bireactor

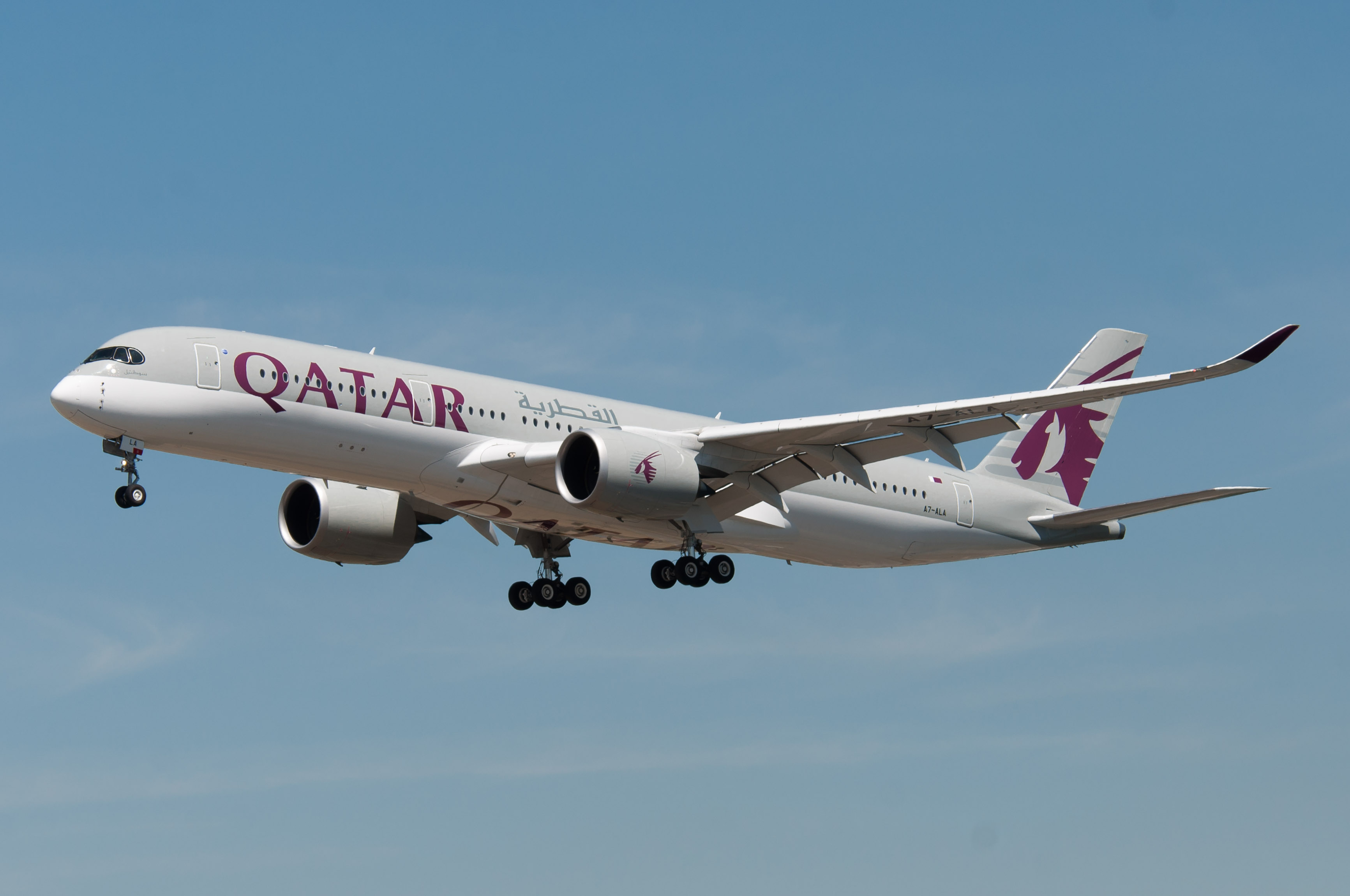
Bireactor Airbus A350 XWB

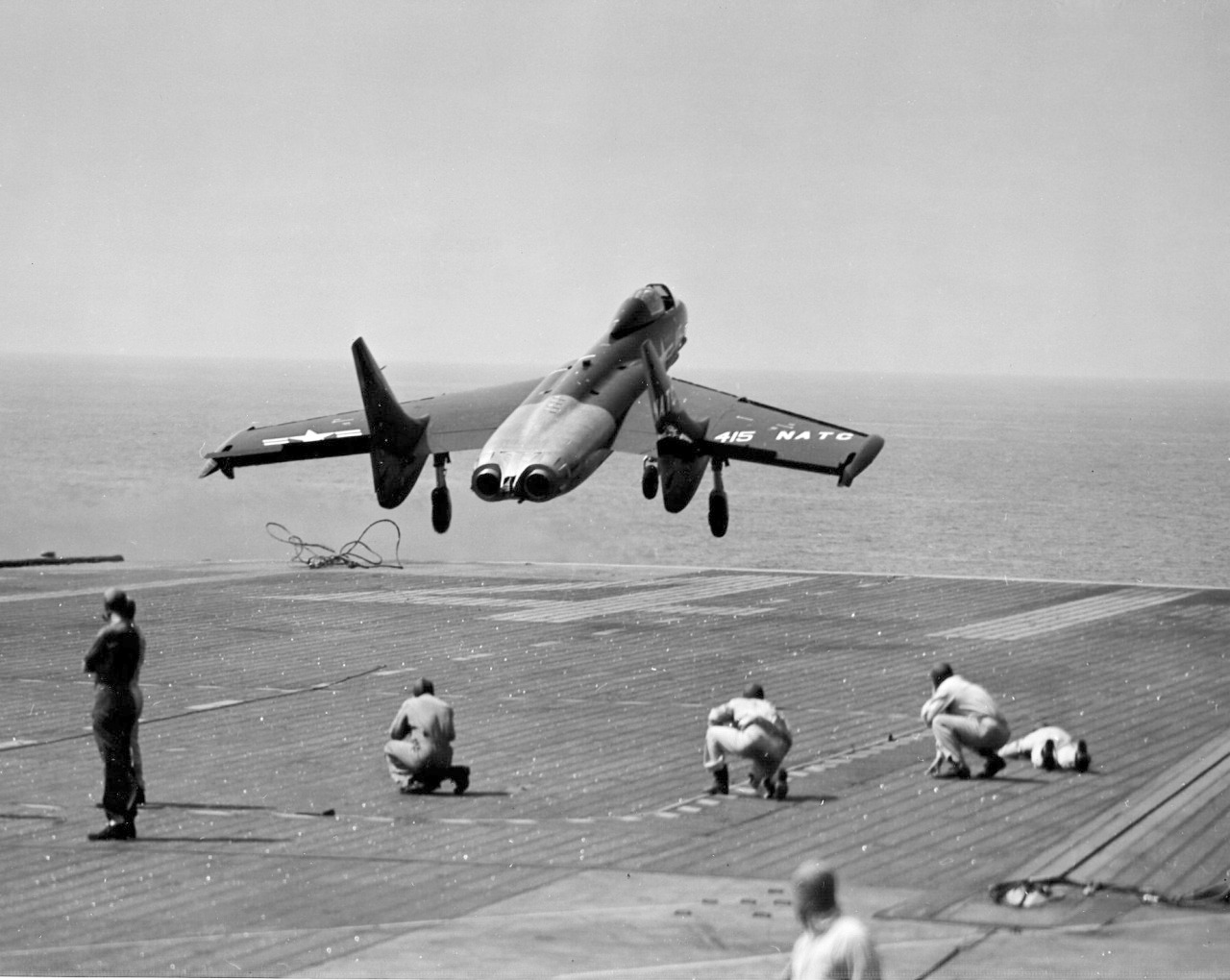
El Vought F7U Cutlass va ser un dels primers caces bimotors moderns.

Un bireactor és un avió de reacció equipat amb dos motors. Els bireactors poden arribar a aterrar amb un sol motor en funcionament, cosa que els dona un major marge de seguretat que els avions monomotors si els falla un motor. Els bireactors també tenen una millor eficiència de combustible que els avions amb un nombre més gran de motors. Aquestes característiques han fet que els bireactors tinguin un ús molt estès, sia com a avions de passatgers, avions militars d'ala fixa o altres aplicacions.

## Configuracions d'avions
Avui en dia, hi ha tres configuracions més habituals d'avions bireactors. El primer, comú en avions de grans dimensions com els avions de línia aviària, té un motor en podada normalment muntat per sota, o de vegades per sobre o per dins, de cada ala.
El segon té un motor muntat a cada costat del fuselatge posterior, proper al seu empenatge, utilitzat per molts avions de negocis.
En la tercera configuració, els dos motors es troben dins del fuselatge, costat a costat, emprats per la majoria dels avions de combat des dels anys 60. Els avions de combat més recents que utilitzen aquesta configuració inclouen Su-27 'Flanker', F-15 Eagle i el F-22 Raptor.

## Història
El primer bireactor que va volar va ser el prototip de caça alemany Heinkel He 280, que va volar a l'abril de 1941 amb un parell de turbopropulsors de flux axial Heinkel HeS 8.
La configuració del bireactor es va utilitzar per a avions de cos estret de curt abast com el McDonnell Douglas DC-9 i el Boeing 737. L'Airbus A300 no va tenir èxit quan es va produir per primera vegada com un avió de fuselatge ample de curt abast, ja que les aerolínies que operaven l'A300 en rutes de curta distància van haver de reduir les freqüències per intentar omplir els avions de gran capacitat, i la pèrdua dels passatgers a les companyies aèries que operen vols més freqüents de fuselatge estret. No obstant això, gràcies a la introducció de les normes ETOPS que van permetre que els avions bimotor volessin les rutes de llarga distància que prèviament estaven fora del seu abast, l'Airbus va poder desenvolupar encara més l'A300 com un avió de pas mig a llarg per augmentar les vendes; en resposta, Boeing va llançar el seu bireactor de fuselatge ample, el Boeing 767.
En els anys vuitanta del segle XX el Boing 727 es va suspendre, ja que el comportament del seu motor central requeriria un redisseny prohibitivament costós per adaptar-se als turbofan a alta velocitat més silenciosos, i aviat va ser reemplaçat per bireactors per al mercat de fuselatge estret; l'Airbus amb l'A320, i el Boeing amb el 757 i variants "clàssiques" actualitzades del 737. Durant aquesta dècada, només McDonnell Douglas va continuar el desenvolupament del disseny de trireactor amb una actualització del DC-10, de l'MD-11, que inicialment tenia un avantatge de rang enfront dels seus competidors mitjans més amplis que eren bireactors, el Boeing 767 en producció i el proper Airbus 330. A diferència del McDonnell Douglas amb la seva configuració trireactor actual, l'Airbus (que mai no va produir un avió trireactor) i el Boeing van treballar en nous dissenys bireactor de grans dimensions que es convertirien en l'Airbus A330 i el Boeing 777, respectivament. L'avantatge de llarg termini del MD-11 va ser breu, ja que aviat va ser anul·lat pel derivat de quatre motors de l'Airbus A330, l'Airbus A340 i el Boeing 767-300ER de gran abast i el Boeing 777-200ER.
El bireactor Boeing 737 destaca com l'avió de reacció més produït. El Boeing 777 és el model més gran del món, i la variant 777-200LR és l'avió més llarg del món. Altres bireactors Boeing inclouen el 767, el 757 (fora de producció, però encara en servei comercial) i el 787. El competidor Airbus produeix la família A320, l'A330 i l'A350.
Alguns avions comercials moderns encara utilitzen quatre motors (quatrireactor) com els Airbus A380 i Boeing 747-8, que es classifiquen com a avions molt grans (més de 400 seients en configuracions de classe mixta). Encara se segueixen emprant quatre motors en l'avió de càrrega més gran capaç de transportar càrregues de grans dimensions, incloses les aerolínies estratègiques. Hi ha previst reviure la producció de gegants de sis motors com l'Antonov An-225 Mriya.

## Eficiència
Els bireactors tendeixen a ser més eficients en termes de combustible que els trireactors (tres motors) i quadrireactors (quatre motors). Com que l'eficiència del combustible en els avions de línia és una prioritat, moltes companyies aèries han anat retirant cada vegada més els dissenys dels trireactors i quadrireactors a favor dels bireactors al segle XXI. Els dissenys dels trireactors van ser eliminats primer, sobretot a causa dels problemes de disseny i manteniment més complicats del motor central muntat a l'estabilitzador. Les restriccions inicials de l'ETOPS no van permetre que els bireactors inicials volessin rutes transoceàniques de llarg recorregut, ja que es pensava que no eren segures en cas de la fallada d'un motor, de manera que es van utilitzar els quadrireactors. Els quadrireactors també van tenir una capacitat de càrrega més elevada que els bireactors anteriors comparables. No obstant això, els bireactors posteriors com el Boeing 777 i l'Airbus A350 han igualat o superat els dissenys dels quadrireactors més antics, com els Boeing 747 i els Airbus A340 en aquests aspectes, i els bireactors han tingut més èxit en termes de vendes que els  quadrireactors.
El 2012, Airbus va estudiar un competidor de 470 places per al B747-8 amb menors costos operatius esperats entre 2023 i 2030, revisculada després que Boeing llancés el 777X el novembre de 2013, mentre que el seu director general, Fabrice Brégier, preferia centrar-se en la millora del producte en lloc de conceptes completament nous durant 10 anys.
Tindria una economia de 10 anys com el 777; la seva ala de 565 m² (6,081 peus quadrats), lleugerament superior a la 747-8, tindria una extensió de 80 m (262 peus), tan àmplia com l'A380, per un 892,900 lb (405 t) MTOW en comparació amb 775,000 lb (352 t) per al 777X, amb una estructura composta per a un pes buit operatiu de 467,400 lb (212 t), i un 8,150 nmi (15,090 km) a Mach 0,85.

## ETOPS
En volar més lluny dels aeroports de desviació (anomenats vols ETOPS/LROPS), l'avió ha de ser capaç d'arribar una alternativa en el motor restant dintre d'un temps específic en cas d'una fallada de motor. Quan els avions estan certificats segons els estàndards ETOPS, l'embranzida no és un problema, ja que un dels motors és prou potent com per mantenir l'avió en l'aire (vegeu més endavant). Majoritàriament, la certificació ETOPS implica requeriments de manteniment i disseny que asseguren que la fallada d'un motor no pot fer que l'altre també falli. Els motors i els sistemes relacionats han de ser independents i (en essència) mantenir de forma independent. Sovint es pensa que l'ETOPS/LROPS només s'aplica a vols llargs transoceànics, però s'aplica a qualsevol vol que es trobi a més d'una distància especificada d'un aeroport de desviament disponible. Els vols transoceànics a prop dels aeroports de desviació no necessiten ser compatibles amb ETOPS/LROPS.

### Introducció als vols transoceànics
Des de la dècada dels noranta del segle xx, les companyies aèries han canviat cada vegada més d'avions de quatre o tres motors per operar rutes de vols transatlàntiques i transpacífiques. En un vol sense escales des d'Amèrica fins a Àsia o Europa, l'avió de llarg recorregut segueix la ruta del gran cercle. Per tant, en cas de fallada del motor en un bireactor (com el Boeing 777), mai no es troba massa lluny d'un aterratge d'emergència al Canadà, Alaska, l'est de Rússia, Groenlàndia, Islàndia o les Illes Britàniques. El Boeing 777 també ha estat aprovat per la Federal Aviation Administration per a vols entre Amèrica del Nord i Hawaii, que és la ruta aèria regular més llarga del món sense aeroports de desviació.

## Altres avantatges
En els grans avions de passatgers, el cost dels motors representa una part important del cost final de l'avió. Cada motor també requereix un servei, paperassa i certificats separats. Així, tenir dos motors més grans que tres o quatre motors més petits reduirà significativament els costos de compra i manteniment d'un avió. No obstant això, els costos relatius de dos motors són el doble del cost d'un motor.
Les regulacions que regeixen els nivells d'empesa necessaris per a les aeronaus de transport solen basar-se en l'exigència que l'avió pugui continuar l'enlairament si un motor falla després d'arribar a la velocitat de presa de decisió. Així, amb tots els motors que funcionen, els trireactors han de ser capaços de produir almenys el 150% de l'embranzida mínima necessària per pujar i el quadrireactor al 133%. Al contrari, atès que un bireactor perdrà la meitat de la seva embranzida total si un motor falla, se'ls requereix que produeixin el 200% de l'embranzida mínima necessària per pujar quan tots dos motors funcionin. A causa d'aquest fet, els bireactors solen tenir unes relacions de empenta a pes més elevades que les aeronaus amb més motors i, per tant, es poden accelerar i pujar de forma més ràpida.